# Championnat d'Islande de football 2017
Navigation
Pepsi-deild 2016 Pepsi-deild 2018
La saison 2017 de Pepsi-deild est la cent-sixième édition de la première division de football d'Islande, qui constitue le premier échelon national islandais et oppose 12 clubs professionnels, à savoir les dix premiers de la saison 2016, ainsi que les deux premiers de la deuxième division islandaise de 2016. Le championnat débute le 30 avril 2017 et se clôt le 30 septembre 2017. Il comprend vingt-deux journées, les clubs s'affrontant deux fois en matches aller-retour.
A deux journées de la fin du championnat, le Valur Reykjavik s'adjuge le titre. C'est le vingt et unième titre de champion d'Islande pour le club.
Stjarnan et Hafnarfjörður se qualifient pour la Ligue Europa grâce à leurs places sur le podium du championnat. Ils y seront accompagnés par Vestmannaeyja le vainqueur de la coupe d'Islande.
Vikingur Ólafsvík et Akranes, qui terminent respectivement à la 11e et 12e place sont relégués en deuxième division.

## Compétition

### Règlement
La distribution des points se fait tel que suit :
- 3 points en cas de victoire
- 1 point en cas de match nul
- 0 point en cas de défaite

En cas d'égalité, les équipes sont départagées selon les critères suivants dans cet ordre :
- Différence de buts générale
- Nombre de buts marqués
- Fair-play

### Classement
| Rang | Équipe                   | Pts | J  | G  | N | P  | Bp | Bc | Diff |
| ---- | ------------------------ | --- | -- | -- | - | -- | -- | -- | ---- |
| 1    | Valur Reykjavik          | 50  | 22 | 15 | 5 | 2  | 43 | 20 | +23  |
| 2    | Ungmennafélagið Stjarnan | 38  | 22 | 10 | 8 | 4  | 46 | 25 | +21  |
| 3    | FH Hafnarfjörður T       | 35  | 22 | 9  | 8 | 5  | 33 | 25 | +8   |
| 4    | KR Reykjavik             | 31  | 22 | 8  | 7 | 7  | 31 | 29 | +2   |
| 5    | UMF Grindavík P          | 31  | 22 | 9  | 4 | 9  | 31 | 39 | -8   |
| 6    | Breiðablik Kópavogur     | 30  | 22 | 9  | 3 | 10 | 34 | 35 | -1   |
| 7    | KA Akureyri P            | 29  | 22 | 7  | 8 | 7  | 37 | 31 | +6   |
| 8    | Víkingur Reykjavik       | 27  | 22 | 7  | 6 | 9  | 32 | 36 | -4   |
| 9    | ÍB Vestmannaeyja C       | 25  | 22 | 7  | 4 | 11 | 32 | 38 | -6   |
| 10   | Fjölnir Reykjavik        | 25  | 22 | 6  | 7 | 9  | 32 | 40 | -8   |
| 11   | Vikingur Ólafsvík        | 22  | 22 | 6  | 4 | 12 | 24 | 44 | -20  |
| 12   | ÍA Akranes               | 17  | 22 | 3  | 8 | 11 | 28 | 41 | -13  |

|  | Qualification pour le 1er tour de qualification de la Ligue des champions de l'UEFA 2018-2019 |
|  | Qualification pour le 1er tour de qualification de la Ligue Europa 2018-2019                  |
|  | Relégation directe en 1. deild                                                                |
|  | T : Tenant du titre C : Vainqueur de la Coupe d'Islande P : Promu de 1. deild                 |

## Bilan de la saison
| Championnat d'Islande de football 2017                             |                             |
| Champion                                                           | Valur Reykjavik (21e titre) |
| Coupes et trophées                                                 |                             |
| Vainqueur de la Coupe d'Islande 2017                               | ÍB Vestmannaeyja            |
| Qualifications continentales                                       |                             |
| Ligue des champions de l'UEFA 2018-2019                            | Valur Reykjavik             |
| Ligue Europa 2018-2019                                             | ÍB Vestmannaeyja            |
| Ligue Europa 2018-2019                                             | Ungmennafélagið Stjarnan    |
| Ligue Europa 2018-2019                                             | FH Hafnarfjörður            |
| Promotions et relégations                                          |                             |
| Promus en Championnat d'Islande de football                        | Fylkir Reykjavik            |
| Promus en Championnat d'Islande de football                        | ÍBK Keflavík                |
| Relégués en Championnat d'Islande de football de deuxième division | Vikingur Ólafsvík           |
| Relégués en Championnat d'Islande de football de deuxième division | ÍA Akranes                  |